# 魚津神社

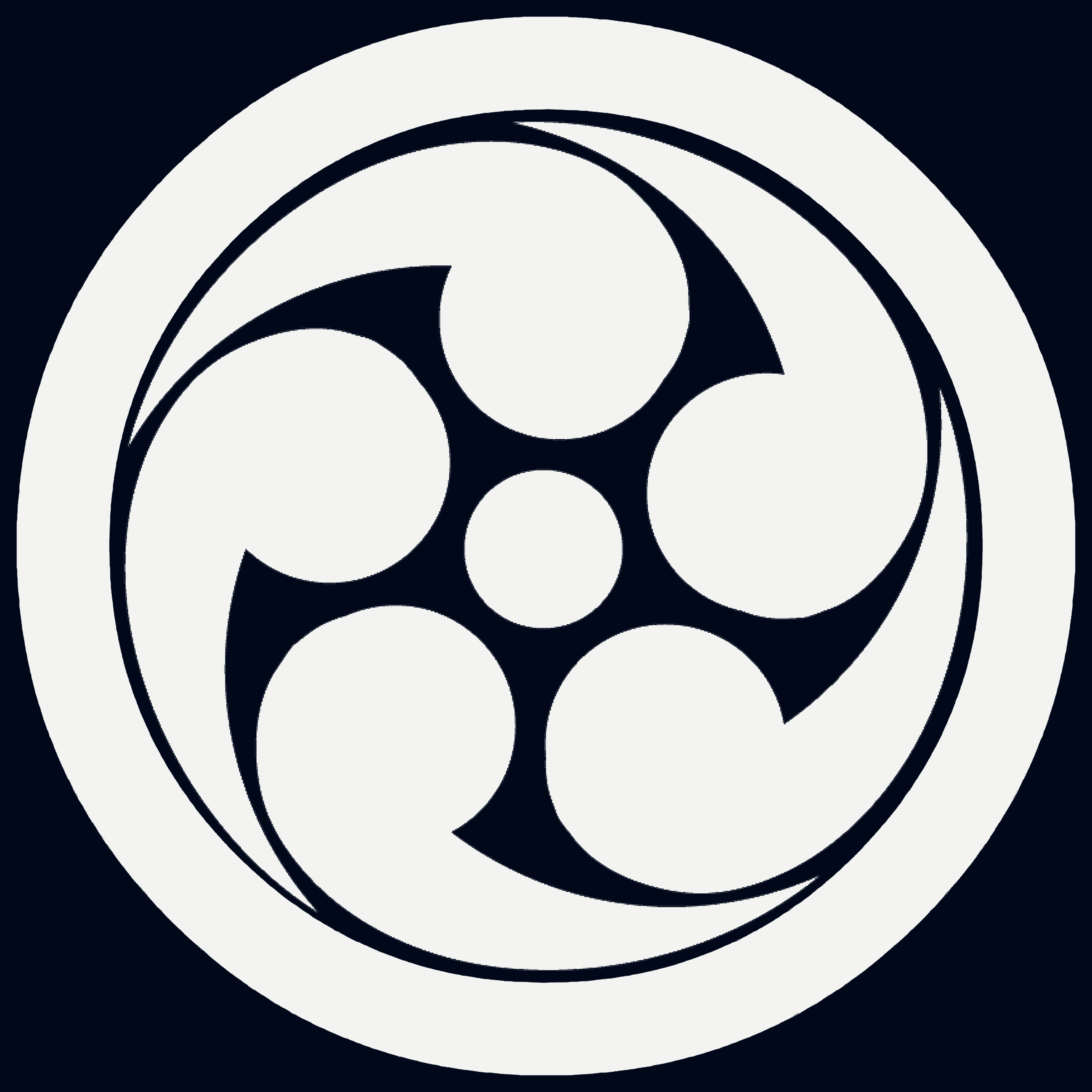
魚津神社（富山県魚津市）の社紋。

魚津神社（うおづじんじゃ）は、富山県魚津市にある神社である。

## 祭神
- 主祭神 - 天照皇太神（あまてらすおおみかみ）　元は神明社で祀る。
- 相殿神 - 建御名方命（たけみなかたのみこと）　元は神明社で祀る。
- 蒼稲魂命（うかのみたまのみこと）　元は稲荷社で祀る。
- 彦火火出見命（ひこほほでみのみこと）元は火之宮社で祀る。
- 素盞鳴命（すさのおのみこと）　元は杵築社で祀る。
- 大市比売命（おおいちひめのみこと）　元は市姫社で祀る。
- 建速須佐之男命（たけはやすさのおのみこと）　元は旧・魚津城の鬼門除けの守護神
- 櫛名田比売命（くしなだひめのみこと）　元は旧・魚津城の鬼門除けの守護神
- 菅原大神（菅原道真公）　加賀藩主、前田紀綱が勧請（かんじょう）。

（※ 勧請…神仏の分身・分霊を他の地に移して祭ること。）

## 由緒
元々は神明社という名前の神社だったが、1956年（昭和31年）に魚津大火が発生し、その復興事業として火災地域にあった5つの神社を統合し、魚津神社となった。1965年（昭和40年）6月1日に新社殿を再建し、1965年（昭和40年）9月25日に魚津市立大町小学校敷地内にあった愛宕神社（昔は魚津城の守護神として有名だった）の御神体を遷座し、1967年（昭和42年）に神社を本殿の北隣に移した。
その後、1968年（昭和43年）9月17日に富山縣護國神社に次ぐ県内2番目の規模（当時）の大鳥居（高さ8.5m、幅11m、柱の下の直径60cm）が富山県米穀株式会社社長からの寄付により竣工した。さらに1970年（昭和45年）7月30日には境内に相撲場（檜柱の神明造の屋根（茶褐色のトタン葺）を備えた、柱と柱の間5.5m、天井まで4.5m）が竣工し、2023年（令和5年）現在に至る。

## 社殿・境内
- 着工 - 1963年（昭和38年）9月30日（起工式は同年9月24日[7]）
- 竣工 - 1965年（昭和40年）5月30日
- 設計者 - 松本太作
- 施工者 - 朝野信治
- 境内地 - 1,238坪[1]

## 統合した神社

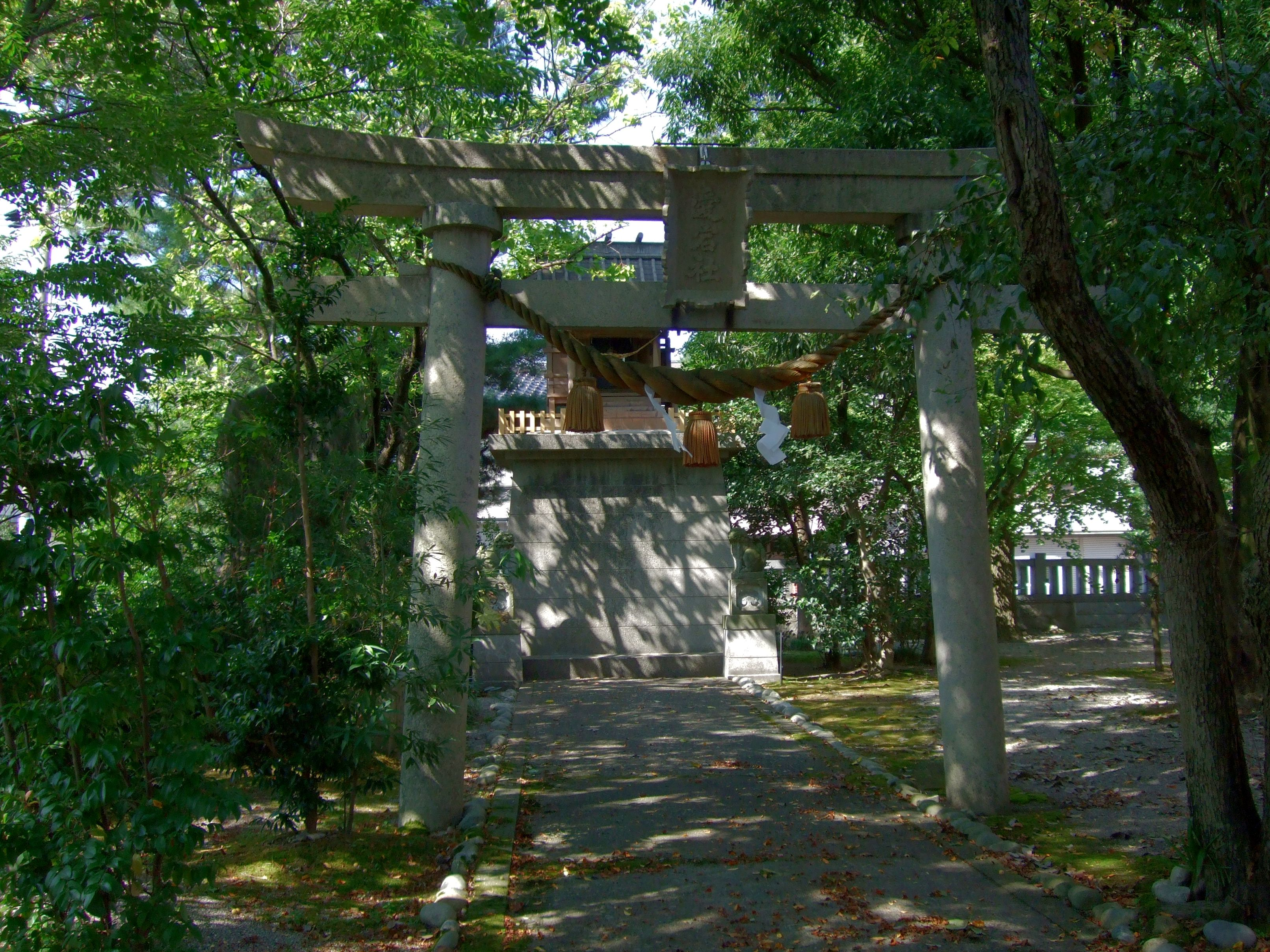
愛宕社

- 神明社（神明町） - 702年（大宝2年）3月17日創立の郷社[1]。
- 火の宮神社（下村木町） - 元亀年間（1570年 - 1573年）に再建された[1]。
- 稲荷神社（金屋町） - 文政年間（1818年 - 1831年）に建設された[1]。
- 市姫神社（新金屋町）[1] - 鳥居の掲額と狛犬一対が、1979年（昭和54年）に当神社敷地内に移される。
- 杵築社 (金浦町） - 文政年間（1818年 - 1831年）に魚津奉行により創立[1]

## 年中行事
- 1月26日 - 愛宕社の火祭り
- 6月4 - 6日 - 魚津神社（神明社）祭礼
  - 地元では「しんめはんの祭り」と呼ばれる富山県東部で最も露店が出る祭りで、魚津神社をメインに、中央通り、魚津中央線に最も露店が集中する。
  - 江戸時代から大正時代まで子供歌舞伎曳山（山車）が出ていたが、創設年度はよくわかっていないほか、江戸時代に何基あったのかも、火事による焼失などにより増減するためよくわかっていない。明治時代には神明町、真成寺町、金屋町、新町、大町、餌指町、下町などの町が曳山を所有していた。また、日露戦争勝利記念の年には11基の曳山が曳かれ賑わったという。

しかし大正時代に入ると、道路に電線が引かれるようになったこと、曳山保存に手間とお金が掛かることなどにより徐々に曳かれなくなっていった。曳山は、屋台造りで前部に舞台があり、浄瑠璃に合わせて子供たちが歌舞伎を演じる子供歌舞伎曳山で、魚津の伝統工芸である魚津漆器の塗りを用いるなど、技術の粋を集めたものである。
2025年（令和7年）現在は、魚津歴史民俗博物館にて勾欄などが展示されている。